# Pierre Turin
Pierre Louis Aristide Turin, conocido como Pierre Turin, fue un grabador y medallista francés, nacido en Sucy-en-Brie el 3 de agosto de 1891 y fallecido el 25 de julio de 1968.

## Datos biográficos
Pierre Turin nació en Sucy-en-Brie el 3 de agosto de 1891.
Estudió en la Escuela Nacional Superior de Bellas Artes en París, siendo discípulo de Frédéric-Charles de Vernon (fr), Henri-Auguste Patey y Jules Coutan. Desde 1911 sus obras fueron exhibidas en el Salón de los Artistas Franceses. En 1920 recibe el Gran Premio de Roma en grabado de medallas y en 1925 la medalla de oro.
En 1929, para la Monnaie de Paris, creó un nuevo tipo de moneda con la cabeza de Marianne portando el gorro frigio rodeado por una corona de olivo en el anverso y una espiga de trigo en el reverso, el llamado tipo Turin -en francés: type Turin. Este grabado fue empleado en las piezas de diez francos hasta 1949 y de veinte francos hasta 1939.
Falleció el 25 de julio de 1968, a los 76 años.

## Obras
- Modelo para la moneda de 100 francos en oro de 1929
- Modelo para la moneda de 20 centésimos de 1930 de la república de Uruguay.[2]
- Medalla de la Exposición Internacional de París de 1937.
- Moneda de 20 centésimos de 1942 de Uruguay. El reverso sigue el modelo de las cinco espigas diseñado por Pierre Turin en 1929.[2]
- Moneda de dos pesos de Uruguay de 1981, el reverso sigue el modelo de las cinco espigas diseñado por Pierre Turin en 1929.

Es el autor del medallón-retrato del arquitecto Henri-Marcel Magne (1877-1944), en el interior de la tumba familiar del cementerio de Eaubonne. 48°59′45″N 2°16′8″E / 48.99583, 2.26889 Rodeados de mosaicos, el conjunto se completa con los medallones de Lucien Magne, obra de Hippolyte Lefebvre, y el de Lucille, hija del astrónomo Urbain Le Verrier, obra de Emile Hebert (fr).
Sus obras se conservan además en las colecciones permanentes del Museo del Luxemburgo en París y del Metropolitan Museum en Nueva York.